# Васильковка
Василько́вка (каз. Васильковка) — село у складі Зерендинського району Акмолинської області Казахстану. Входить до складу Конисбайського сільського округу.
Населення — 529 осіб (2021; 503 у 2009, 510 у 1999, 606 у 1989).
Національний склад станом на 1989 рік:
- німці — 33 %;
- казахи — 21 %.